# Departamento Las Colonias
Las Colonias es uno de los 19 departamentos en los que se divide la provincia de Santa Fe, Argentina.
Está ubicado en el centro de la provincia de Santa Fe.
Posee tres ciudades: Esperanza, San Carlos Centro y San Jerónimo Norte.

## Superficie y límites
El departamento posee una superficie de 6.439 km² y limita al este con los departamentos San Justo y La Capital, al sur con los de San Jerónimo y San Martín, al oeste con el departamento Castellanos y al norte con el departamento San Cristóbal.

## Distritos y localidades
El departamento Las Colonias comprende un total de 37 distritos, categorizados en 3 municipios de 2.ª categoría:
| Municipio 2.ª categoría | Población municipio (2022) | Localidad          | Población localidad (2022) |
| ----------------------- | -------------------------- | ------------------ | -------------------------- |
| Esperanza               | 46.753                     |                    |                            |
| Esperanza               | 46.753                     | Esperanza          | 46.753                     |
| San Carlos Centro       | 12.314                     |                    |                            |
| San Carlos Centro       | 12.314                     | San Carlos Centro  | 12.314                     |
| San Jerónimo Norte      | 7.312                      | San Jerónimo Norte | 7.312                      |

Y 34 comunas:
| Comuna                     | Población municipio (2022) | Localidad                  | Población localidad (2010) |
| -------------------------- | -------------------------- | -------------------------- | -------------------------- |
| Colonia Cavour             | 402                        | Colonia Cavour             | 137                        |
| Colonia San José           | 376                        | Colonia San José           | S/D                        |
| Cululú                     | 285                        | Cululú                     | 97                         |
| Elisa                      | 1.828                      | Elisa                      | 1.490                      |
| Empalme San Carlos         | 343                        | Empalme San Carlos         | 125                        |
| Felicia                    | 3.155                      | Felicia                    | 1.788                      |
| Franck                     | 6.406                      | Franck                     | 5.109                      |
| Grutly                     | 875                        | Grutly                     | 545                        |
| Grutly                     | 875                        | Grutly Norte               | S/D                        |
| Hipatia                    | 550                        | Hipatia                    | 310                        |
| Humboldt                   | 5.324                      | Colonia La Nueva           | S/D                        |
| Humboldt                   | 5.324                      | Humboldt                   | 3.999                      |
| Ituzaingó                  | 82                         | no posee localidades       | no posee localidades       |
| Jacinto L. Arauz           | 186                        | Jacinto L. Arauz           | 106                        |
| La Pelada                  | 1.440                      | La Pelada                  | 1.037                      |
| Las Tunas                  | 482                        | Las Tunas                  | 360                        |
| María Luisa                | 760                        | María Luisa                | 579                        |
| Matilde                    | 966                        | Matilde                    | 754                        |
| Matilde                    | 966                        | Plaza Matilde              | 29                         |
| Nuevo Torino               | 756                        | Nuevo Torino               | 425                        |
| Pilar                      | 5.310                      | Pilar                      | 4.705                      |
| Progreso                   | 2.775                      | Progreso                   | 2.118                      |
| Providencia                | 902                        | Providencia                | 663                        |
| Pujato Norte               | 495                        | Loteo Aires de Campo       | S/D                        |
| Pujato Norte               | 495                        | Pujato Norte               | S/D                        |
| Rivadavia                  | 271                        | no posee localidades       | no posee localidades       |
| Sa Pereira                 | 1.594                      | Sa Pereira                 | 1.533                      |
| San Agustín                | 1.147                      | San Agustín                | 630                        |
| San Carlos Norte           | 1.288                      | San Carlos Norte           | 812                        |
| San Carlos Sud             | 2.607                      | San Carlos Sud             | 1.927                      |
| San Jerónimo del Sauce     | 993                        | San Jerónimo del Sauce     | 742                        |
| San Mariano                | 380                        | San Mariano                | 218                        |
| Santa Clara de Buena Vista | 3.115                      | Santa Clara de Buena Vista | 2.540                      |
| Santa María Centro         | 152                        | no posee localidades       | no posee localidades       |
| Santa María Norte          | 164                        | Santa María Norte          | S/D                        |
| Santo Domingo              | 1.804                      | Santo Domingo              | 1.470                      |
| Sarmiento                  | 1.145                      | Sarmiento                  | 1.098                      |
| Soutomayor                 | 120                        | Soutomayor                 | S/D                        |

## Demografía
El censo de 2022 arrojó un total de 115.740 habitantes en el departamento Las Colonias, lo que representa un crecimiento del 10,3% con respecto al censo de 2010.
En Esperanza, capital del departamento, había 46 753 habitantes según el censo de 2022 y es una de las diez localidades más importantes de la provincia. Con 21 474 mujeres y 20 608 hombres, la mayor diferencia de mujeres sobre hombres se da en la franja etaria superior a los 70 años. En importancia después de la capital departamental le siguen San Carlos Centro, San Jerónimo Norte, Franck, Pilar, Humboldt y Progreso.
La población se encuentra repartida en 58 991 mujeres y 56 768 hombres, con un índice de masculinidad de 96,2 hombres por cada 100 mujeres. 
La edad mediana de la población es de 34 años (35 años entre las mujeres y 33 años entre los hombres).
El 12,8% de la población tiene más de 65 años (frente al 12,5% en 2010), y el 3,1% de la población tiene más de 80 años (resultando en un retroceso frente al 3,4% en 2010)
De las personas residentes en el departamento, unas 10 738 (9,3% del total departamental) nacieron en otra provincia, y unas  686 (0,6% del total departamental) lo hicieron fuera del país, siendo los grupos de inmigrantes más numerosos los provenientes de:
- Bolivia: 152 personas
- Uruguay: 63 personas
- Venezuela: 57 personas
- Paraguay: 41 personas
- Colombia: 39 personas